# Prato
Prato este un oraș din Italia. Prato este faimos în Italia datorită producției textile. În ultimi anii a cunoscut o mare creștere demografică, fiind al doilea oraș din Toscana, după Florența (Firenze), ca număr de locuitori. 
În urma unor descoperiri arheologice, rezultă că Prato era locuit încă din perioada Neoliticului. 
Se află la 20 km de Florența.

## Personalități născute aici
- Paolo Rossi (1956 - 2020), fotbalist;
- Rachele Risaliti (n. 1995), balerină, fotomodel, Miss Italia 2016.

## Demografie
Prato - evoluția demografică

|  | Graficele sunt indisponibile din cauza unor probleme tehnice. Mai multe informații se găsesc la Phabricator și la wiki-ul MediaWiki. |

Date: Recensăminte sau birourile de statistică - grafică realizată de Wikipedia